# Pi retrodonacija
π retrodonacija je hemijski koncept koji označava pojavu da elektroni prelaze iz atomske orbitale jednog atoma u π* antivezujuću orbitalu drugog atoma ili liganda. Ona je posebno zastupljena u organometalnoj hemiji prelaznih metala sa multiatomskim ligandima poput ugljen-monoksida, etilena ili nitrozonijum katjona. Elektroni metala se se koriste za vezivanje liganda, u procesu kojim se umanjuje metalni višak negativnog naelektrisanja. Jedinjenja u kojima se javlja π retrodonacija su između ostalog 4 i Zeisova so.
IUPAC opisuje retrodonaciju kao vezivanje π-konjugovanih liganda za prelazni metal pri čemu dolazi do sinergističkog procesa donacije elektrona sa popunjenih π-orbitala ili orbitala sa slobodnim elektronskim parom liganda u praznu orbitalu metala (donor–akceptor veza), zajedno sa oslobađanjem elektrona iz nd orbitale metala (koji ima π-simetriju u odnosu na metal–ligand osu) u prazne π*-antivezujuće orbitale liganda.

## Literatura
- McNaught, A.; Wilkinson (2006). IUPAC. Compendium of Chemical Terminology, 2nd ed. (the "Gold Book"). Oxford: Blackwell Scientific Publications. ISBN 978-0-9678550-9-7. doi:10.1351/goldbook.